# Glenda Morejón
Glenda Morejón, född 30 maj 2000 i Ibarra, är en ecuadoriansk friidrottare som tävlar i gång.

## Karriär
Glenda Morejón tog silver på 20 kilometer gång vid de panamerikanska spelen 2023. Vid OS 2024 tog hon tillsammans med Brian Pintado på den mixade lagtävlingen.